# 週刊少年「」
『週刊少年「」』（ しゅうかんしょうねんかぎかっこ）は、フジテレビCS放送・フジテレビ721で放送されていたトーク番組である。
毎回1人の大物漫画家にスポットをあて、週刊少年「（漫画家名）」と題し、用意された100の質問により普段あまり知られる事のない漫画家の素顔に迫る。司会進行は俳優の船越英一郎。2003年4月15日から全10回放送。
地上波では総集編が深夜に放送された。
現在フジテレビ On Demandにて有料で視聴することができる（但し福本、永井の回を除く）。フジテレビ721でも不定期に再放送されている。

## 概要
初回のゲストが『ジョジョの奇妙な冒険』第六部「ストーンオーシャン」終了直後の荒木飛呂彦ということで、第七部以降の継続がまだ確定情報として公表されていない時期だった事もあり（番組収録時はちょうど第六部の最終話を描き上げたところだった）、また、当時漫画作品について特集する番組はあっても、漫画家自身をとりあげる番組は珍しかったことなどから番組は開始前から話題を呼んだ。
進行役を務めた船越は大の漫画ファンであり、日頃読者が抱いている疑念を代弁するような質問や、漫画家自身も、あっと言わせるような知識を披露した。
番組終了後も公式サイトの掲示板には続編の放送を望む書き込みが多数あった。なお、番組メインスタッフは同じフジテレビ721の『ゲームセンターCX』を制作している。当初は本番組の名残で、番組タイトルには『CX』とかぎかっこがついていた。

## 番組構成
- 収録は主にゲストの仕事場で行われる。
- 質問は「プライベート」「作品」など大まかに分けられ、その合間に代表作の紹介、仕事場拝見、アシスタントへの質問などが行われる。
- 100個目の質問は必ず「あなたにとって漫画とは?」で、それに対する回答のあと船越の締めのコメントでエンディングとなる。
- エンドロールでは船越も含め各スタッフ名の後に括弧書きでゲストの作品の登場人物からお気に入りのキャラクター名が書かれている。
- VTRナレーションは『ゲームセンターCX』同様、菅剛史プロデューサーが担当している。

## 放映リスト
1. 週刊少年「荒木飛呂彦」
2. 週刊少年「車田正美」
3. 週刊少年「宮下あきら」
4. 週刊少年「福本伸行」
5. 週刊少年「ゆでたまご」
6. 週刊少年「高橋よしひろ」
7. 週刊少年「島本和彦」
8. 週刊少年「永井豪」
9. 週刊少年「板垣恵介」
10. 週刊少年「藤子不二雄Ⓐ」

## 書籍
- 週刊少年「」（太田出版）（2003年12月5日発売） ISBN 4872338197

## エピソード
- 毎回ゲストにお土産として「つまらないものですが」と船越が煎餅を差し出すのが恒例となっている。
- 「こだわりの道具は?」という質問に対して殆どの漫画家が「ゼブラのGペン」と答えた。
- 島本和彦は番組開始以来のファンで、それまでの各回について感想を一言ずつ述べ、船越を驚かせた。
- 永井豪の仕事場であるダイナミックプロを訪れた際、展示された永井作品のフィギュアや原画を見た船越は「宝の山だ」と発言し欲しがっていた。